# 今市市
今市市（いまいちし）は、栃木県北西部に位置していた市である。旧上都賀郡および河内郡。日光地区で最多の人口を有していた。
宇都宮市への通勤率は13.3%（平成17年国勢調査）。2006年（平成18年）3月20日、市町村合併により新しい日光市の一部となった。現在の日光市役所本庁舎は、旧今市市役所敷地内に新築された建物を使用している。
江戸時代には、日光街道や会津西街道、日光例幣使街道今市宿の宿場町として繁栄した。現在も、日光へ至る鉄道は今市を経由する。

## 地理
- 山：毘沙門山、赤薙山
- 川：鬼怒川、大谷川、田川

## 歴史
- 江戸時代：日光街道の宿場町であり、日光例幣使街道・会津西街道が分岐する交通の要衝として栄えた。
- 1889年（明治22年）4月1日 - 今市村、瀬尾村、瀬川村、平ヶ崎村、千本木村、室瀬村、下之内村、吉沢村、土沢村が合併して今市町が発足。
- 1890年（明治23年）6月1日 - 日本鉄道（→国鉄→東日本旅客鉄道）今市駅開業。
- 1929年（昭和4年）7月7日 - 東武鉄道下今市駅開業。
- 1949年（昭和24年）12月26日 - 今市地震発生。被害の大きかった日光町と合わせて死者・行方不明者10人、重軽傷者162人、家屋全半壊3369戸。また翌月10日には、風速35mの強風により日光町と合わせて家屋約200戸が全壊した[1]。
- 1954年（昭和29年）
  - 3月31日 - 上都賀郡落合村、河内郡豊岡村を編入し市制を施行し、今市市となる。
  - 11月1日 - 河内郡大沢村全域と同篠井村の一部を編入。
- 2006年（平成18年）
  - 3月18日 - JR直通特急が運転開始。24年ぶりに旧国鉄・JRの東京都区内のターミナルへ乗り換え無しで行けるようになった。
  - 3月20日 - （旧）日光市、足尾町、藤原町、栗山村と合併し、新設された日光市となる。なお、合併後の（新）日光市役所は旧今市市役所を本庁舎としている。

## 行政
- 今市町長

| 代 | 氏名           | 就任                       | 退任                      | 備考       |
| -- | -------------- | -------------------------- | ------------------------- | ---------- |
| 1  | 柴田静         | 1889年（明治22年）6月      | 1891年（明治24年）11月    |            |
| 2  | 原田照宣       | 1891年（明治24年）12月     | 1895年（明治28年）2月     |            |
| 3  | 福田登久彌     | 1895年（明治28年）2月      | 1896年（明治29年）3月     |            |
| 4  | 池田惣三郎     | 1896年（明治29年）4月      | 1898年（明治31年）8月     |            |
| 5  | 小野新三九     | 1898年（明治31年）8月      | 1904年（明治37年）7月     |            |
| 6  | 渡辺佐平       | 1904年（明治37年）10月1日  | 1913年（大正2年）11月17日 |            |
| 7  | 高野留吉       | 1913年（大正2年）11月26日  | 1918年（大正7年）8月30日  |            |
| 8  | 安西貞治       | 1918年（大正7年）10月1日   | 1926年（大正15年）9月23日 | 在任中死去 |
| 9  | 渡辺佐平       | 1926年（大正15年）10月30日 | 1930年（昭和5年）10月29日 |            |
| 10 | 高野勝三郎     | 1931年（昭和6年）3月4日    | 1932年（昭和7年）2月27日  |            |
| 11 | 芝崎喜三郎     | 1932年（昭和7年）4月18日   | 1932年（昭和7年）10月24日 |            |
| 12 | 長島源次郎     | 1933年（昭和8年）3月17日   | 1937年（昭和12年）3月16日 |            |
| 13 | 高野勝三郎     | 1937年（昭和12年）4月1日   | 1941年（昭和16年）3月31日 |            |
| 14 | 高橋彌次右衛門 | 1941年（昭和16年）4月1日   | 1946年（昭和21年）1月18日 |            |
| 15 | 熊谷安正       | 1946年（昭和21年）6月10日  | 1948年（昭和23年）2月27日 | 在任中死去 |
| 16 | 青木源吉       | 1948年（昭和23年）4月25日  | 1954年（昭和29年）3月30日 |            |

- 今市市長

| 代 | 氏名       | 就任                       | 退任                      | 備考                     |
| -- | ---------- | -------------------------- | ------------------------- | ------------------------ |
| 1  | 青木源吉   | 1954年（昭和29年）3月31日  | 1956年（昭和31年）4月24日 |                          |
| 2  | 八木澤善吉 | 1956年（昭和31年）4月25日  | 1964年（昭和39年）4月24日 |                          |
| 3  | 猪瀬征次郎 | 1964年（昭和39年）4月25日  | 1966年（昭和41年）1月31日 |                          |
| 4  | 山口武信   | 1966年（昭和41年）2月20日  | 1972年（昭和47年）1月8日  | 在任中死去               |
| 5  | 福田新作   | 1972年（昭和47年）2月14日  | 1974年（昭和49年）4月11日 | 病気による辞職           |
| 6  | 斎藤昭男   | 1974年（昭和49年）5月8日   | 1986年（昭和61年）5月7日  |                          |
| 7  | 福田儀     | 1986年（昭和61年）5月8日   | 1987年（昭和62年）3月27日 | 事前収賄罪で逮捕され辞職 |
| 8  | 猪瀬征次郎 | 1987年（昭和62年）4月26日  | 1991年（平成3年）4月14日  |                          |
| 9  | 福田昭夫   | 1991年（平成3年）4月21日   | 2000年（平成12年）9月20日 |                          |
| 10 | 斎藤文夫   | 2000年（平成12年）10月22日 | 2006年（平成18年）3月19日 | 合併後に日光市長に就任   |

- 今市町長の出典：『栃木県町村合併誌 第一巻』, p. 177-178、『いまいち市史 通史編6』, p. 48,94,402
- 今市市長の出典：『いまいち市史 通史編6』, p. 441、市長プロフィール（日光市ホームページ）

## 姉妹都市・提携都市
- 小田原市（神奈川県）
  - 1980年12月19日姉妹都市提携

江戸時代後期に、今市で亡くなった農政家・二宮尊徳の生誕の地であるという縁から姉妹都市となった。
- ラピッド市（アメリカ合衆国サウスダコタ州）
  - 1993年2月7日、姉妹都市提携

## 経済
特産品
- 線香
- たまり漬け
- 木工製品
- コンニャク

## 教育

### 学校
県立高等学校
- 栃木県立今市高等学校
- 栃木県立今市工業高等学校

市立中学校
- 今市中学校
- 大沢中学校

- 小林中学校
- 豊岡中学校

- 東原中学校
- 落合中学校

市立小学校
- 猪倉小学校
- 今市小学校
- 今市第二小学校
- 今市第三小学校

- 大桑小学校
- 大沢小学校
- 大室小学校

- 落合西小学校
- 落合東小学校
- 小林小学校

- 小百小学校
- 轟小学校
- 南原小学校

### 図書館
- 今市市立図書館

## 交通

### 鉄道路線
- 中心駅：JR今市駅、東武下今市駅

東日本旅客鉄道（JR東日本）
- 日光線：文挟駅、下野大沢駅、今市駅

東武鉄道
- 日光線：下小代駅、明神駅、下今市駅、上今市駅
- 鬼怒川線：下今市駅、大谷向駅、大桑駅

### 道路
高速道路
- 日光宇都宮道路：大沢IC、今市IC

一般国道
- 国道119号
- 国道120号
- 国道121号

- 国道352号
- 国道461号

### 路線バス
路線バスを以下の事業者が運行していた。
- 関東自動車 簗瀬営業所今市車庫
- 今市市営バス

## 観光地
- 日光杉並木
- ウェスタン村
- 杉並木公園、今市宿市縁ひろば

- 追分地蔵尊
- 六方沢橋
- 大笹牧場

- 日光ワンニャン村
- そばまつり
- 日光街道杉並木まつり

## 著名な出身者
- 船村徹（作曲家）※今市高等学校卒業。出身は塩谷郡塩谷町
- 星善博（詩人）
- 八木沢荘六（野球選手）※第2代市長・八木澤善吉は実父。
- 蔵持不三也（早稲田大学教授）
- 福田昭夫（衆議院議員・前栃木県知事）
- 伊藤元久（日本穀物検定協会理事長）
- 大沼竣（俳優）
- 関谷昇（千葉大学教授）
- 大嶋一生（前日光市長）
- 渡辺裕介（エフエム栃木アナウンサー）
- 入江大生  (野球選手)